# 伊利亞·伊華舒卡
伊利亞·伊華舒卡（羅馬化：Ilya Ivashka，1994年2月24日—），白俄羅斯男子職業網球運動員。

## 外部連結
- 伊利亞·伊華舒卡（英文/西班牙文）的官方資料
- 伊利亞·伊華舒卡的國際網球總會 職業／青少年 官方資料（英文）